# 絲路 (購物網站)
絲綢之路（英語：Silk Road）是一個利用Tor的隱密服務來運作的黑市購物網站，Tor的服務保證了網站用戶的匿名性。
買家在絲路上可免費註冊，然而賣家必須購買新的帳戶才能進行交易；截至2012年為止，絲綢之路的月銷售額估計略超過120萬美元，且販售物品多為毒品。
2011年，纽约州参议员Charles Schumer和西佛及利亚的Joe Manchin致信给美国的药品管理局稱丝绸之路运用比特币洗钱，要求对丝绸之路和比特币展开调查。
絲綢之路网站曾多次被查封关停，但之后又在恢复。2013年10月2日，美国联邦调查局以打擊犯罪活動爲由查禁了絲綢之路。之后2014年10月6日再次被联邦调查局和欧盟查封关闭其2.0版本。

## 概要
依據大多數國家與地區的法律，在絲綢之路上交易的大部分商品都可以歸類為違禁品。不過，該網站的運營商宣稱其禁止出售可能會對第三者造成傷害的物品或服務；諸如假幣、失竊信用卡、枪械、個資、大规模杀伤性武器、暗杀委託以及兒童色情製品等等都在禁止之列。
絲綢之路上除了違禁品外，亦提供一部分合法的商品或服務，例如藝術品、服装、書籍和珠寶等等。
絲綢之路大部分的賣家來自英國和美國，這些賣家提供的商品包括海洛因、LSD和大麻等。

## 交易
該網站交易時採用的是虚拟货币比特幣，匯率則和美金掛鉤。
絲綢之路曾宣稱：“超過99%通過（網站的）擔保系統進行的交易都能使交易雙方感到滿意，或使交易雙方通過協商找到妥協方案。”

## 各國反應

### 澳大利亞
澳大利亞警方表示，通過交易網站從事非法活動的人會被逮捕並加以起訴。2013年2月，一位在絲綢之路上販賣可卡因、安非他命和MDMA的澳洲人遭到逮捕，這是第一起因為絲綢之路上的非法交易而被逮捕的案例。

## 历史

### 丝绸之路1.0
2011年2月，第一代 “丝绸之路”由羅斯·烏布利希 (1984年3月27日-)创建。他的絲綢之路账户为"Dread Pirate Roberts"(DPR)。
同时，也有资料显示丝绸之路在2011年1月份已经建立。通过FBI的调查，有史以来最早提到该网站的帖子出现在一个名为shroomery.org的面向药物的论坛上，其中一个名为“altoid”的用户发了一篇文章。它写道：“我遇到了这个名为丝绸之路的网站。这是一项Tor隐藏服务，声称允许您匿名在线购买和出售任何东西。我正在考虑购买它，但想看看这里有没有人听说过它，并可以推荐它。”该帖子引导读者访问属于博客运营商WordPress的silkroad420.wordpress.com，其中将访问真正的丝绸之路网站的进一步指示。WordPress的传票显示该博客仅在Altoid发布前四天才在1月23日成立，即丝绸之路可能在1月23日之前就已成立。
2010年之前，乌布利希曾经亲自种植致幻蘑菇，网站上线后自己也在网站上卖过致幻药品，后来主要负责网站管理。
乌布利希本来是想在这个网站上宣传自由主义的，并称这是网站存在的基石，网站目标“选择自由而不是暴政”。由于匿名网络提供的便利，秘密交易逐渐兴起，“丝绸之路”的用户很快达到了数百名，大多数卖家都在美国或英国，还有一些卖家位于澳大利亚。截止2013年3月3日，该网站用户已达100万人。
丝绸之路上线商品多达几百种，其中很大一部分是毒品、枪支弹药、假钞等，其他还有网飞和亚马逊的木马，盗版内容和假驾驶执照，护照，社保卡，水电费帐单，信用卡帐单，汽车保险记录以及其他形式的身份证件。作为创建者和主要管理者的乌布利希则获取了大量的利益，根据FBI的指控，他至少获得了70万比特币约8000万美元的利润，而絲綢之路总交易额为950万比特币，总计约12亿美元。被逮捕时乌布利希絲綢之路账户中拥有约26,000比特币，价值约360万美元
2011年6月芝加哥国土安全调查局（HSI）特工Jared  Der-Yeghiayan 开始调查丝绸之路。2013年10月，丝绸之路1.0被FBI封停，2013年10月1日Ross 乌布利希在旧金山的一家公共图书馆被捕，5月份因参与毒品交易、蓄谋违反毒品法、蓄谋非法入侵计算机、设立非法毒品交易市场、通过网络参与毒品交易、散播虚假身份、洗钱七项指控被判处终身监禁。
乌布利希被判刑后，比特币汇率迅速下降，2013年10月2日，比特币汇率由140美元降至129美元，10月3日，该货币低至110美元。

### 丝绸之路2.0
2013年11月6日，丝绸之路2.0上线。丝绸之路2.0由Blake Benthall与他人共同创建，12月底Benthall获得了该网站的管理权，其账户名称为“Defcon”。Blake Benthall曾是太空火箭开发公司SpaceX的软件工程师（任职时间2013年12月9日-2014年2月21日），在丝绸之路1.0时期，Blake Benthall就是论坛管理员之一。
截至2014年10月17日，丝绸之路2.0拥有超过13,000种受控物质列表，其中包括1,783种迷幻剂，据FBI调查，截至2014年9月，丝绸之路2.0拥有约15万活跃用户和约800万美元的月销售额。
2014年11月6日Benthall在旧金山被捕。Benthall被一项控阴谋实施贩毒罪，一项阴谋实施电脑黑客行为，一项阴谋贩运伪造身份证件以及一项洗钱阴谋罪名。最终被判处终身监禁。

## 外部連結
- ABC Action News report （页面存档备份，存于）
- The Atlantic Archive.today的存檔，存档日期2012-12-09
- PC World （页面存档备份，存于）
- Reuters （页面存档备份，存于）
- The Chicago Tribune
- "Silk Road: eBay For Drugs" （页面存档备份，存于）, Addiction
- The drug's in the mail （页面存档备份，存于）
- （页面存档备份，存于）
- （页面存档备份，存于）
- （页面存档备份，存于）